# 黑翼小褐鱈
黑翼小褐鱈（学名：Physiculus nigripinnis），又名黑翼鬚稚鱈、鱈魚，为輻鰭魚綱鱈形目稚鱈科小褐鱈屬下的一个种，為熱帶海水魚，分布於西北太平洋琉球海溝海域，體長可達29公分，生活習性不明。

## 扩展阅读
- 維基物種上的相關：黑翼小褐鱈